# Coppa asiatica femminile di pallavolo 2022
La Coppa asiatica femminile di pallavolo 2022 si è svolta dal 21 al 29 agosto 2022 a Pasig, nelle Filippine: al torneo hanno partecipato nove squadre nazionali asiatiche e oceaniane e la vittoria finale è andata per la prima volta al Giappone.

## Impianti
|                                                                      |  |  |
|                                                                      |  |  |
| PhilSports Arena Città: Pasig Capienza: 10 000 Anno d'apertura: 1985 |  |  |

## Regolamento

### Formula
La formula ha previsto:
- Fase a gironi, disputata con formula del girone all'italiana: le prime quattro classificate di ogni girone hanno acceduto alla fase finale per il primo posto.
- Fase finale per il primo posto, disputata con quarti di finale, semifinali, finale per il terzo posto e finale, giocate con gara unica. Le quattro sconfitte ai quarti di finale hanno acceduto alla fase finale per il quinto posto.
- Fase finale per il quinto posto, disputata con semifinali, finale per il settimo posto e finale per il quinto posto, giocate con gara unica.

### Criteri di classifica
Se il risultato finale è stato di 3-0 o 3-1 sono stati assegnati 3 punti alla squadra vincente e 0 a quella sconfitta, se il risultato finale è stato di 3-2 sono stati assegnati 2 punti alla squadra vincente e 1 a quella sconfitta.
L'ordine del posizionamento in classifica è stato definito in base a:
- Numero di partite vinte;
- Punti;
- Ratio dei set vinti/persi;
- Ratio dei punti realizzati/subiti;
- Risultati degli scontri diretti.

## Squadre partecipanti
| Squadra       | Qualificazione                             | Ultima partecipazione |
| ------------- | ------------------------------------------ | --------------------- |
| Australia     | Wild card                                  | Thailandia 2018       |
| Cina          | 4ª al campionato asiatico e oceaniano 2019 | Thailandia 2018       |
| Corea del Sud | 3ª al campionato asiatico e oceaniano 2019 | Thailandia 2018       |
| Filippine     | Paese organizzatore                        | Thailandia 2018       |
| Giappone      | 1ª al campionato asiatico e oceaniano 2019 | Thailandia 2018       |
| Indonesia     | 8ª al campionato asiatico e oceaniano 2019 | Debutto               |
| Iran          | 7ª al campionato asiatico e oceaniano 2019 | Thailandia 2018       |
| Kazakistan    | 5ª al campionato asiatico e oceaniano 2019 | Thailandia 2018       |
| Taipei cinese | 6ª al campionato asiatico e oceaniano 2019 | Thailandia 2018       |
| Thailandia    | 2ª al campionato asiatico e oceaniano 2019 | Thailandia 2018       |
| Vietnam       | Wild card                                  | Thailandia 2018       |

## Torneo

### Fase a gironi
I gironi sono stati sorteggiati il 17 marzo 2022.
| Girone A      | Girone B      |
| ------------- | ------------- |
| Cina          | Australia     |
| Corea del Sud | Giappone      |
| Filippine     | Taipei cinese |
| Iran          | Thailandia    |
| Vietnam       | -             |

#### Girone A

##### Risultati
| 21 agosto 2022 PhilSports Arena, Pasig Durata: 1h:10 - Spettatori: 811   | Cina          | 3 - 0 | Corea del Sud | 25-9, 25-8, 25-9                 |
| 21 agosto 2022 PhilSports Arena, Pasig Durata: 1h:41 - Spettatori: 2 473 | Vietnam       | 3 - 0 | Filippine     | 25-19, 25-17, 31-29              |
| 22 agosto 2022 PhilSports Arena, Pasig Durata: 2h:21 - Spettatori: 150   | Vietnam       | 2 - 3 | Cina          | 12-25, 6-25, 31-29, 25-21, 12-15 |
| 22 agosto 2022 PhilSports Arena, Pasig Durata: 1h:18 - Spettatori: 250   | Iran          | 3 - 0 | Corea del Sud | 25-10, 25-15, 25-13              |
| 23 agosto 2022 PhilSports Arena, Pasig Durata: 1h:22 - Spettatori: 550   | Iran          | 0 - 3 | Vietnam       | 17-25, 14-25, 11-25              |
| 23 agosto 2022 PhilSports Arena, Pasig Durata: 1h:53 - Spettatori: 1 154 | Filippine     | 0 - 3 | Cina          | 16-25, 22-25, 20-25              |
| 24 agosto 2022 PhilSports Arena, Pasig Durata: 1h:19 - Spettatori: 258   | Corea del Sud | 0 - 3 | Vietnam       | 13-25, 13-25, 16-25              |
| 24 agosto 2022 PhilSports Arena, Pasig Durata: 2h:12 - Spettatori: 2 350 | Filippine     | 3 - 1 | Iran          | 25-19, 25-22, 20-25, 25-14       |
| 25 agosto 2022 PhilSports Arena, Pasig Durata: 2h:00 - Spettatori: 1 500 | Cina          | 3 - 1 | Iran          | 24-26, 25-19, 25-10, 25-13       |
| 25 agosto 2022 PhilSports Arena, Pasig Durata: 1h:26 - Spettatori: 4 500 | Corea del Sud | 0 - 3 | Filippine     | 18-25, 13-25, 17-25              |

##### Classifica
| Pos. | Squadra       | Pt | G | V | P | SV | SP | Ratio | PF  | PS  | Ratio |
| ---- | ------------- | -- | - | - | - | -- | -- | ----- | --- | --- | ----- |
| 1.   | Cina          | 11 | 4 | 4 | 0 | 12 | 3  | 4,000 | 364 | 238 | 1,529 |
| 2.   | Vietnam       | 10 | 4 | 3 | 1 | 11 | 3  | 3,667 | 317 | 264 | 1,200 |
| 3.   | Filippine     | 6  | 4 | 2 | 2 | 6  | 7  | 0,857 | 293 | 284 | 1,031 |
| 4.   | Iran          | 3  | 4 | 1 | 3 | 5  | 9  | 0,556 | 265 | 307 | 0,863 |
| 5.   | Corea del Sud | 0  | 4 | 0 | 4 | 0  | 12 | 0,000 | 154 | 300 | 0,513 |

      Qualificata ai quarti di finale.

#### Girone B

##### Risultati
| 21 agosto 2022 PhilSports Arena, Pasig Durata: 1h:31 - Spettatori: 2 000 | Giappone      | 3 - 0 | Thailandia    | 25-18, 25-19, 25-22              |
| 22 agosto 2022 PhilSports Arena, Pasig Durata: 1h:45 - Spettatori: 100   | Taipei cinese | 0 - 3 | Giappone      | 22-25, 22-25, 22-25              |
| 22 agosto 2022 PhilSports Arena, Pasig Durata: 1h:24 - Spettatori: 279   | Australia     | 0 - 3 | Thailandia    | 9-25, 25-27, 13-25               |
| 23 agosto 2022 PhilSports Arena, Pasig Durata: 2h:47 - Spettatori: 160   | Australia     | 2 - 3 | Taipei cinese | 25-23, 22-25, 27-25, 21-25, 6-15 |
| 24 agosto 2022 PhilSports Arena, Pasig Durata: 1h:28 - Spettatori: 650   | Thailandia    | 3 - 0 | Taipei cinese | 25-20, 25-18, 25-16              |
| 25 agosto 2022 PhilSports Arena, Pasig Durata: 1h:18 - Spettatori: 450   | Giappone      | 3 - 0 | Australia     | 25-4, 25-11, 25-15               |

##### Classifica
| Pos. | Squadra       | Pt | G | V | P | SV | SP | Ratio | PF  | PS  | Ratio |
| ---- | ------------- | -- | - | - | - | -- | -- | ----- | --- | --- | ----- |
| 1.   | Giappone      | 9  | 3 | 3 | 0 | 9  | 0  | MAX   | 225 | 155 | 1,451 |
| 2.   | Thailandia    | 6  | 3 | 2 | 1 | 6  | 3  | 2,000 | 211 | 176 | 1,198 |
| 3.   | Taipei cinese | 2  | 3 | 1 | 2 | 3  | 8  | 0,375 | 233 | 251 | 0,928 |
| 4.   | Australia     | 1  | 3 | 0 | 3 | 2  | 9  | 0,222 | 178 | 265 | 0,222 |

      Qualificata ai quarti di finale.

### Fase finale

#### Finali 1º e 3º posto
|  | Quarti di finale | Quarti di finale | Quarti di finale |  |    | Semifinali | Semifinali | Semifinali |                 |                 | Finale          | Finale     | Finale |
|  |                  |                  |                  |  |    |            |            |            |                 |                 |                 |            |        |
|  | 1A               | Cina             | 3                |  |    |            |            |            |                 |                 |                 |            |        |
|  | 1A               | Cina             | 3                |  |    |            |            |            |                 |                 |                 |            |        |
|  | 4B               | Australia        | 0                |  |    |            |            |            |                 |                 |                 |            |        |
|  | 4B               | Australia        | 0                |  | 1A | Cina       | 3          |            |                 |                 |                 |            |        |
|  |                  |                  |                  |  | 1A | Cina       | 3          |            |                 |                 |                 |            |        |
|  |                  |                  |                  |  |    | 2B         | Thailandia | 2          |                 |                 |                 |            |        |
|  | 3A               | Filippine        | 1                |  |    | 2B         | Thailandia | 2          |                 |                 |                 |            |        |
|  | 3A               | Filippine        | 1                |  |    |            |            |            |                 |                 |                 |            |        |
|  | 2B               | Thailandia       | 3                |  |    |            |            |            |                 |                 |                 |            |        |
|  | 2B               | Thailandia       | 3                |  |    |            |            |            |                 | 1A              | Cina            | 1          |        |
|  |                  |                  |                  |  |    |            |            |            |                 | 1A              | Cina            | 1          |        |
|  |                  |                  |                  |  |    |            |            |            |                 |                 | 1B              | Giappone   | 3      |
|  | 2A               | Vietnam          | 3                |  |    |            |            |            |                 |                 | 1B              | Giappone   | 3      |
|  | 2A               | Vietnam          | 3                |  |    |            |            |            |                 |                 |                 |            |        |
|  | 3B               | Taipei cinese    | 2                |  |    |            |            |            |                 |                 |                 |            |        |
|  | 3B               | Taipei cinese    | 2                |  | 2A | Vietnam    | 1          |            | Finale 3° posto | Finale 3° posto | Finale 3° posto |            |        |
|  |                  |                  |                  |  | 2A | Vietnam    | 1          |            |                 |                 |                 |            |        |
|  |                  |                  |                  |  |    | 1B         | Giappone   | 3          |                 |                 | 2B              | Thailandia | 3      |
|  | 4A               | Iran             | 1                |  |    |            | Giappone   | 3          |                 |                 | 2B              | Thailandia | 3      |
|  | 4A               | Iran             | 1                |  |    |            |            |            |                 | 2A              | Vietnam         | 0          |        |
|  | 1B               | Giappone         | 3                |  |    |            |            |            |                 |                 | Vietnam         | 0          |        |
|  | 1B               | Giappone         | 3                |  |    |            |            |            |                 |                 |                 |            |        |

##### Quarti di finale
| 27 agosto 2022 PhilSports Arena, Pasig Durata: 2h:20 - Spettatori: 280   | Vietnam   | 3 - 2 | Taipei cinese | 19-25, 25-17, 16-25, 25-18, 15-10 |
| 27 agosto 2022 PhilSports Arena, Pasig Durata: 1h:18 - Spettatori: 635   | Cina      | 3 - 0 | Australia     | 25-13, 25-8, 25-8                 |
| 27 agosto 2022 PhilSports Arena, Pasig Durata: 2h:17 - Spettatori: 2 300 | Iran      | 1 - 3 | Giappone      | 23-25, 21-25, 28-26, 16-25        |
| 27 agosto 2022 PhilSports Arena, Pasig Durata: 2h:00 - Spettatori: 5 200 | Filippine | 1 - 3 | Thailandia    | 18-25, 25-23, 20-25, 9-25         |

##### Semifinali
| 28 agosto 2022 PhilSports Arena, Pasig Durata: 2h:26 - Spettatori: 1 800 | Cina    | 3 - 2 | Thailandia | 19-25, 25-20, 25-14, 23-25, 15-10 |
| 28 agosto 2022 PhilSports Arena, Pasig Durata: 2h:17 - Spettatori: 1 000 | Vietnam | 1 - 3 | Giappone   | 17-25, 22-25, 36-34, 10-25        |

##### Finale 3º posto
| 29 agosto 2022 PhilSports Arena, Pasig Durata: 1h:29 - Spettatori: 3 750 | Thailandia | 3 - 0 | Vietnam | 25-19, 26-24, 25-18 |

##### Finale
| 29 agosto 2022 PhilSports Arena, Pasig Durata: 2h:03 - Spettatori: 3 600 | Cina | 1 - 3 | Giappone | 23-25, 21-25, 25-19, 16-25 |

#### Finali 5º e 7º posto
|  | Semifinali | Semifinali    | Semifinali |                 |    | Finale 5º posto | Finale 5º posto | Finale 5º posto |
|  |            |               |            |                 |    |                 |                 |                 |
|  | 3B         | Taipei cinese | 3          |                 |    |                 |                 |                 |
|  | 3B         | Taipei cinese | 3          |                 |    |                 |                 |                 |
|  | 4A         | Iran          | 0          |                 |    |                 |                 |                 |
|  | 4A         | Iran          | 0          |                 | 3B | Taipei cinese   | 3               |                 |
|  |            |               |            |                 | 3B | Taipei cinese   | 3               |                 |
|  |            |               |            |                 |    | 3A              | Filippine       | 0               |
|  | 4B         | Australia     | 2          |                 |    | 3A              | Filippine       | 0               |
|  | 4B         | Australia     | 2          |                 |    |                 |                 |                 |
|  | 3A         | Filippine     | 3          |                 |    |                 |                 |                 |
|  | 3A         | Filippine     | 3          | Finale 7º posto |    |                 |                 |                 |
|  |            |               |            |                 |    |                 |                 |                 |
|  |            |               |            |                 |    | 4A              | Iran            | 3               |
|  |            |               |            |                 |    | 4A              | Iran            | 3               |
|  |            |               |            |                 |    | 4B              | Australia       | 0               |

##### Semifinali
| 28 agosto 2022 PhilSports Arena, Pasig Durata: 01h:45 - Spettatori: 150  | Taipei cinese | 3 - 0 | Iran      | 25-23, 25-19, 25-17        |
| 28 agosto 2022 PhilSports Arena, Pasig Durata: 2h:31 - Spettatori: 1 600 | Australia     | 2 - 3 | Filippine | 25-21, 19-25, 18-25, 12-15 |

##### Finale 7º posto
| 29 agosto 2022 PhilSports Arena, Pasig Durata: 1h:33 - Spettatori: 500 | Iran | 3 - 0 | Australia | 25-19, 25-18, 25-22 |

##### Finale 5º posto
| 29 agosto 2022 PhilSports Arena, Pasig Durata: 1h:53 - Spettatori: 3 500 | Taipei cinese | 3 - 0 | Filippine | 28-26, 25-21, 25-21 |

## Classifica finale
| Pos | Squadra       | Rosa |
| --- | ------------- | --- |
|     | Giappone      | Formazione: 1 Shibata, 2 Satō, 4 Tanaka, 6 Hanai, 8 Osanai, 9 Sasaki, 11 Okumu Oba, 12 Yamazaki, 13 Hamamatsu, 14 Shima, 15 Yamanaka, 16 Nakagawa, 17 Mizusugi, 18 Nishikawa, CT: Koshiya                        |
|     | Cina          | Formazione: 1 Li, 4 Wang Y., 6 Zhuang Y., 9 Zhang, 11 Wu, 13 Zhuang X., 14 Sun, 15 Xu J., 16 Hu, 17 Xu X., 19 Wang W., 21 Zhou, 22 Cao, 23 Wu, CT: Kuang                                                         |
|     | Thailandia    | Formazione: 2 Pannoy, 3 Geudpard, 8 Nuanjam, 9 Bundasak, 11 Pinsuwan, 12 Bamrungsuk, 14 Chuewulim, 16 Kokram, 19 Moksri, 20 Pairoj, 21 Sooksod, 23 Manakij, 24 Boonlert, 25 Janthawisut, CT: Sriwatcharamethakul |
| 4.  | Vietnam       | |
| 5.  | Taipei cinese | |
| 6.  | Filippine     | |
| 7.  | Iran          | |
| 8.  | Australia     | |
| 9.  | Corea del Sud | |

## Premi individuali
| Premio                 | Nome              | Squadra    |
| ---------------------- | ----------------- | ---------- |
| MVP                    | Mika Shibata      | Giappone   |
| Miglior palleggiatrice | Pornpun Guedpard  | Thailandia |
| Miglior opposto        | Zhou Yetong       | Cina       |
| Miglior schiacciatrice | Wu Mengjie        | Cina       |
| Miglior schiacciatrice | Chatchu-on Moksri | Thailandia |
| Miglior centrale       | Hiroyo Yamanaka   | Giappone   |
| Miglior centrale       | Hu Mingyuan       | Cina       |
| Miglior libero         | Rena Mizusugi     | Giappone   |